# Sinch
Sinch ist eine amerikanische Alternative-Rock-Band.

## Geschichte
Gegründet wurde Sinch von Jamie Stem (Gesang), Tony Lannutti (Gitarre), Mike Abramson (E-Bass) und Dan McFarland (Schlagzeug) 1994, gegen Ende ihrer Highschool-Zeit.
1996 erschien das erste Album der Band, The Strychnine, das von der Band selbst produziert wurde. In den nächsten Jahren spielte Sinch zahlreiche Konzerte, vor allem in der Gegend um Philadelphia.
1998 erschien Diatribe, das ihnen Auftritte als Vorband von Linkin Park, Korn und Rob Zombie einbrachte.
Nachdem sie im Jahr 2001 einen Plattenvertrag bei Roadrunner Records unterzeichneten, kam 2002 der Durchbruch mit dem Album Sinch, das sich weltweit fast 100.000 verkaufte.
Kurz zuvor war Jay Smith zur Band gestoßen, der allerdings kein herkömmliches Musikinstrument spielt, sondern die sogenannte Viditar, ein gitarrenartiges Videoclip-Manipulationsgerät, das bei Liveauftritten der Band zum Einsatz kommt.
2005 wechselte die Band zum Independent-Label Rock Ridge Music und nahm das Album Clearing the Channel auf.
Im Jahr 2009 kündigte die Band an, ihr nächstes Album ohne Unterstützung einer Plattenfirma aufnehmen zu wollen und stattdessen auf Crowdfunding zu setzen. Fans können sich für 10 US-Dollar an der Finanzierung der Aufnahmen beteiligen und dafür das Album herunterladen, sobald es erscheint. Bei Zahlung eines höheren Betrags kann man beispielsweise eine signierte CD oder ein T-Shirt vorbestellen.

## Diskografie
- Sinch (Demo, 1995)
- The Strychnine (1996)
- Diatribe (1998)
- Project: Bluebird (EP, 2000)
- Imitating the Screen (EP, 2002)
- Sinch (2002)
- Clearing the Channel (2005)
- Live Cuts (EP, 2005)
- Subdivisions (EP, 2006)
- Hive Mind (2012)